# Gerard Damiano
Gerard Damiano (* 4. August 1928 in New York City; † 25. Oktober 2008 in Fort Myers; eigentlich Gerardo Rocco Damiano) war ein US-amerikanischer Filmregisseur. Am bekanntesten ist er für seine klassischen Pornofilme Deep Throat (1972), The Devil in Miss Jones (1973) und den sadomasochistischen Klassiker The Story of Joanna (1975). Er wird häufig als einer der stilvollsten Regisseure des Porno Chic betrachtet.

## Leben
Damiano wuchs in der Bronx in New York City auf. Seine Eltern waren italienischstämmige Katholiken; sein Vater starb, als er sechs Jahre alt war. Schon als Kind liebte er Filme. Als Jugendlicher arbeitete er als Schuhputzer am Times Square und als Tischabräumer (busboy) in einem Automatenrestaurant in Manhattan.
Im Alter von 17 Jahren verpflichtete er sich für vier Jahre bei der Navy. Anschließend ermöglichte ihm die G. I. Bill of Rights, den Beruf des Röntgenassistenten zu erlernen. Weil er den Beruf nicht mochte, schulte er zum Friseur um. Zusammen mit einem Freund eröffnete er 1956 in New York einen Salon. Über seinen Buchhalter lernte er Filmemacher kennen und geriet so in die Filmszene. 1970 sprang er als Regisseur eines Softcore-Streifens namens Teenie Tulip ein, für den er auch das Drehbuch schrieb, inspiriert durch die Gesprächsthemen der Kundinnen im eigenen Schönheits- und Frisiersalon.
1972 traf er Linda Lovelace, deren Kenntnisse des Deepthroating er für so erstaunlich hielt, dass er eigens für sie den Hardcore-Pornofilm Deep Throat schrieb, der von einem Mafia-Mitglied finanziert und in sechs Tagen in Miami gedreht wurde. Der Film erregte ungeheures Aufsehen. Er wurde in etlichen Staaten der USA verboten. Er löste aber andererseits auch eine wahre Welle des Porno Chic und eine Debatte über Kunstfreiheit und Pornographie aus. Der Film wurde für 25.000 Dollar produziert und gilt mit 600 Mio. Dollar Einnahmen bis 2008 als profitabelster Film der Kinogeschichte. Damiano wurde mit Deep Throat nicht reich, da er seine Rechte an die Mafia-Finanziers abgetreten hatte, er wurde aber mit einem Schlag bekannt.
1973 drehte er mit The Devil in Miss Jones einen weiteren Pornoklassiker, der im Gegensatz zu vielen heutigen Genreprodukten einen künstlerischen Anspruch hatte. Bis Ende der 1980er-Jahre fuhr er fort, weitere Hardcore-Pornofilme zu drehen, die zu den besseren des Genres gezählt werden. Seit dem Film The Story of Joanna (1975), einer Variation des Geschichte-der-O-Themas, schrieb er zu seinen Filmen oft auch die Musik. Anfang der 1990er-Jahre, als der Porno-Kinofilm tot war, drehte er noch einige Pornovideos, das letzte 1994. Danach zog er sich in den selbstgewählten Ruhestand zurück.
Gerard Damiano war dreimal verheiratet. Mit seiner zweiten Frau und zwei gemeinsamen Kindern zog er 1970 nach Fort Myers, Florida, arbeitete unter der Woche aber weiter in New York. Nach der Trennung von seiner zweiten Frau zog er nach Kalifornien, kehrte dann einige Jahre vor seinem Tod nach Fort Myers zurück und lebte dort zusammen mit seinen Kindern. Im Februar 2005 kam der Dokumentarfilm Inside Deep Throat heraus, der sich aus dem zeitlichen Abstand von über 30 Jahren mit Deep Throat beschäftigte und Damiano wieder bekannt machte. Damiano starb am 25. Oktober 2008 an den Folgen eines Schlaganfalls in Fort Myers.

## Filmografie
| - We All Go Down (1969) - Teenie Tulip (1970) - Marriage Manual (1970) - The Magical Ring (1971; alternativer Titel: Bottoms Up) - Changes (1971; alternative Titel: All About Sex; Sex U.S.A.; This Film Is All About '…' ) - Deep Throat (1972; als Jerry Gerard) - Confessions of Linda Lovelace (1973) - The Devil in Miss Jones (1973) - Meatball (1973; als D. Furred) - Legacy of Satan (1974) - Memories Within Miss Aggie (1974) - Portrait (1974) - The Story of Joanna (1975) - Let My Puppets Come (1976) - Joint Venture (1977; alternative Titel: Erotic Olympics; The Sex Team) - Odyssey (1977; alternativer Titel: Odyssey, the Ultimate Trip) - Damiano’s People (1979) - Fantasy (1979; alternative Titel: Fantasy Island; Fascination; That Prickly Feeling) - For Richer, for Poorer (1979) - Skin Flicks (1979; alternativer Titel: Midnight Blue) - Beyond Your Wildest Dreams (1981) - Never So Deep (1981) - The Satisfiers of Alpha Blue (1981; alternativer Titel: Alpha Blue) - Consenting Adults (1982) - Flesh & Fantasy (1983) | - Night Hunger (1983) - Return to Alpha Blue (1983) - Whose Fantasy Is It Anyway (1983; alternativer Titel: Gerard Damiano’s Private Fantasies) - Inside Everybody (1984; alternativer Titel: Gerard Damiano’s Private Fantasies 2: Inside Everybody) - Night Magic (1984) - Throat 12 Years After (1984) - Flesh and Fantasy (1985) - Forbidden Bodies (1986) - Cravings (1987) - Future Sodom (1987) - Lessons in Lust (1987) - Maximum Head (1987) - Slightly Used (1987) - Ultrasex (1987) - Candy’s Little Sister Sugar (1988) - Ruthless Women (1988) - Dirty Movies (1989) - Perils of Paula (1989) - Splendor in the Ass (1989; alternativer Titel: Sex Express) - Young Girls in Tight Jeans (1989) - Buco profondo (1991) - Just for the Hell of It (1991) - Manbait (1991; alternativer Titel: The Last Couple) - Manbait 2 (1991) - Eccitazione fatale (1992) - Le Professoresse di sessuologia applicata (1992) - Naked Goddess (1993) - Naked Goddess 2 (1994) |